# Bergholmen-Stora Kalvö
Bergholmen-Stora Kalvö är ett naturreservat som omfattar en ö med detta namn i Gryfjärden i Västerviks kommun i Kalmar län.
Området är naturskyddat sedan 1966 och är 10 hektar stort. Reservatet består av hällar och tallar. 